# Административное деление Эсватини
Эсвати́ни (свати weSwatini, англ. Eswatini /ˌɛswɑːˈtiːni/), официальное название — Короле́вство Эсвати́ни (свати Umbuso weSwatini, англ. Kingdom of Eswatini), до 2018 года — Короле́вство Свазиле́нд (англ. Kingdom of Swaziland) — государство в Южной Африке. Страна разделена на четыре региона, которые подразделяются на 55 по другим данным 59 тинкхундла (избирательных округов; единственное число - инкхундла) и каждый избирает по одному представителю в Палату собрания Эсватини. Тинкхундла, в свою очередь, делятся на 360 имипхакатси.
Во время переписи населения 1946 года Свазиленд был разделен на шесть округов.  В 1963 году Свазиленд был реорганизован из шести округов в четыре округа. В 1980 году столица округа Шиселвени перенесена из Хлатикулу в Нхлангано. В 2005 году согласно новой конституции, статус округов изменен на регионы.
| № | Округ (Русское название) | Округ (Английское название) | Округ (Название на свати) | Адм. центр | Население, чел. (2010) | Площадь, км² | Плотность, чел./км² |
| - | ------------------------ | --------------------------- | ------------------------- | ---------- | ---------------------- | ------------ | ------------------- |
| 1 | Хохо                     | Hhohho District             | siGodzi wa Hhohho         | Мбабане    | 267 397                | 3569         | 74,92               |
| 2 | Лубомбо                  | Lubombo District            | siGodzi wa Lubombo        | Ситеки     | 194 217                | 5945         | 32,67               |
| 3 | Манзини                  | Manzini District            | siGodzi wa Manzini        | Манзини    | 298 378                | 4070         | 73,31               |
| 4 | Шиселвени                | Shiselweni District         | siGodzi wa Shiselweni     | Нхлангано  | 201 346                | 3779         | 53,28               |
|   | Всего:                   |                             |                           |            | 961 338                | 17 363       | 55,28               |

### Район Хохо
- Тинкхундла Ххуквини: Ламгабхи и Длангени.
- Тинкхундла Лобамба: Эзабени, Эзулвини, Элангени, Лобамба и Нканини.
- Тинхундла Мадлангемписи: Эбуланзени/Бухлебуйеза, Кадвоколвако, Кагукука, Казандондо и Эмзацени.
- Тинкхундла Мапхалалени: Нсингвени, Мапхалалени, Мадлоло, Эмченгени, Касико, Эситсени, Энтсанджени, Эмфени и Мабелени.
- Тинхундла  Майиване: Мхвени, Мавула, Мхузвени, Эмфасини и Герефорды.
- Тинхундла Мбабане Эсте: Фонтейн, Сидвашини, Макоболване, Мнтулвини, Мкозини, Мнцицини, Корпорация и Гобхоло.
- Тинкхундла  Мбабане Оэсте: Разделена на Бахаи, Мангванени и семь зон с номерами I и VI.
- Тинхундла Мхлангатане: Сидвашини, Мангвени, Нхлангуявука, Ндввабангени, Зиньяне, Ньякатфо, Мпофу, Мавула, Малибени и Мандженгени.
- Тинхундла  Мотьяне: Сипокосини, Эсигангени, Экуфелени, Мотьяне, Лухлендлвени, Мполоньени и Мантабени.
- Тинкхундла  Ндзингени: Лудлавини, Ндзингени, Эмвума, Эмгунгунлову, Нкаманзи, Буландзени и Нговане.
- Тинхундла  Нкахаба: Эджубуквени, Нкаба, Эмдзимба и Экувинджелвени.
- Тинхундла  Нтфонджени: Ломшиё, Мшингишингини, Кандвандве, Вусвени, Мвембилли, Хелехеле и Машобени.
- Тинкхундла Пиггс Пик: Энгинамадоло, Энсангвини, Камхвели, Луххуманени, Булембу и Эквахени.
- Тинхундла Тимписини: Машобени, Ндлаламби/Лудзибини, Мвембили и Каххохо.

### Район Лубомбо
- Тинхундла Двокодввени: Сигкавени, Этьедзе, Малиндза, Мдумезулу, Мампемпени, Энджабулвени и Мхлангатане.
- Тинкхундла Хлане: Нтандвени, Сихупхе, Хлане и Кхупхука.
- Тинкхундла Ломахаша: Мафукула, Цамбохулу, Шевула и Ломахаша.
- Тинкхундла Лугонголвени: Млиндазве, Махьюу, Ланга и Ситсацавени.
- Тинкхундла Матсанджени: Мапхунгване, Лухетсени, Мамбане и Тихуба.
- Тинхундла Млуме: Млуме, Тшанени, Вувулане, Симунье и Табанкулу.
- Тинхундла Мфолонджени: Нгсина, Ндзангу и Кашоба.
- Тинхундла Нкилонго: Крукс, Гамула, Нгкампалала, Маялука и Лункуфу.
- Тинхундла Сипхофанени: Тамбути, Мапхилинго, Мацетджени, Мпхумакудзе, Хлуце, Камхвели, Нгевини, Нчека и Мадленя.
- Тинхундла Ситобела: Нконжва, Лухланиени и Мамиза.
- Тинхундла Сомтонго: Кавума, Нханини, Сифунтанени, Мабантанени и Канербери.

### Район Манзини
- Тинкхундла Экуханиени: Эньякени, Энкилиджи, Кантунджа, Бхекинкхоси, Энсенга, Энгкаини, Энгвазини, Мхуламини, Эмбхека, Эсвацени, Эбутфонвени, Эсанколвени, Мдаянени и Малиядума.
- Тинхундла Хламбаньяци: Зондвако, Мбангаве, Млиндазве, Лундзи и Дингизве.
- Тинхундла Квалусени: Логоба и Квалусенимхлан.
- Тинхундла Ламгабхи: Калухлеко, Каламгабхи, Эмхлангени, Дудусини и Энгвенямени.
- Тинхундла Лобамба Ломдзала: Луенго и Малкернс.
- Тинхундла Людзелудзе: Зомбодзе, Мбекельвени, Эсибуйени, Усвени, Эсигомбени, Энкаманзи и Экудзени.
- Тинхундла Мафуцени: Кабхудла, Мафутсени, Энгкулвини, Канхамбуле, Этимбутини и Лухлокохла.
- Тинкхундла Махлангатжа: Эмамбатфвени, Мгомфелвени, Бхахвини, Элудвондволвени, Элузельвени, Нсангвини, Эмполонжени, Сигчинени, Эбуселени и Казулу.
- Тинкхундла Мангконгко: Мафутсени, Мангконгко, Сандлейн, Дуалиле и Нкабанени.
- Тинхундла Манзини Норте: Мзимнене, Эмакхолвени, Эдвалени и Мненивени.
- Тинхундла Манзини Сур: Монени, Закхеле, Мджинго и Лвандл.
- Тинхундла Мхивени: Экутсимлени, Мбелебелени и Двоколвако.
- Тинхундла Мтфонгванени: Гундвини, Лвандл, Булунга, Эхлане и Ндландламени.
- Тинкхундла Нгвемписи: Велезизвени, Бхадзени I, Бхадзени II, Мгазини, Эмакудвулвини, Элушикишини, Хабонина, Энхлулвени, Эмаххашини, Этшебову и Энгкосени.
- Тинхундла Нхламбени: Дуалени, Кашали и Нджелу.
- Тинхундла Нтондози: Кандинда, Нтондози, Эгебени, Эндлини Лемби, Эмпини и Нкабанени.

### РайонШиселвени
- Тинхундла Геге: Мгазини, Сисингени, Млиндазве, Мгомфелвени, Эмджикелвени, Кацамбеквако, Энсукази, Эндзингени, Кадинга и Эмхлахвени.
- Тинхундла Хосеа: Ондиянени, Ка-Хоххо Эмва, Лушини, Лудзакени/Калиба, Нсингизини и Маньисен.
- Тинхундла Кубута: Нгобелвени, Эзишинени, Кахольване, Нхлалабантфу и Капхунга.
- Тинхундла Масейисини: Дловунга, Мбиланени, Камзизи и Вусвени.
- Тинкхундла Матсанджени: Экупумлени, Бамбитье/Нсалитье, Динабанье и Комонтаба.
- Тинкхундла Мцамбама: Камбхоке, Бханганома, Эквендзени и Магеле.
- Тинхундла Нгудзени: Ндушулвени, Экуламбени, Ньяцини, Экуханиени и Луситини.
- Тинхундла Нквену: Эбуселени, Нхлалабантфу, Кагвебу, Купхумлени, Хлобане и Сигчинени.
- Тинхундла Сандлени: Буфанени, Нгололвени, Тибондзени, Нхунгвини, Мбелебелени, Ка-Нзамея, Контджингила, Энкаланени, Кагаса и Мфини.
- Тинкхундла Шизельвени I: Думенкунгвини, Мабона, Мчинсвени, Мчинсвени и Зихотени.
- Тинхундла Шизельвени II: Эмбхека, Мхицини, Махлалини, Сихоцени, Мфангисвени, Мбабала и Махвелела.
- Тинкхундла Сигве: Канхомонье, Эмпини, Лулакени и Линдизва.
- Тинкхундла Сомтонго: Млиндазве, Пхангвени, Эзиндвенвени, Вимбизибуко, Маплотини и Коминтаба.
- Тинхундла Зомбодзе: Нгвенямени, Мампондвени, Булекени и Зомбодзе.